# Монгольфье, Жак-Этьенн
Жак-Этьенн Монгольфье́ (фр. Jacques-Étienne Montgolfier, 6 января 1745, Видалон-лэз-Аннонэ, Ардеш — 1 августа 1799, Серрьер, Ардеш) — младший из двух братьев Монгольфье, изобретатель воздушного шара. Был архитектором, познакомившись с сочинениями Пристли, заинтересовался воздухоплаванием и участвовал во всех изобретениях и предприятиях старшего брата Жозефа-Мишеля.
Член Парижской академии наук (1796, корреспондент с 1783).
Масон, с 1784 года член ложи Великого востока Франции «Девять сестёр».